# Éamon de Valera
Éamon de Valera (født 14. oktober 1882 i New York City i USA, død 29. august 1975 i Dublin i Irland) var en fremtrædende irsk statsmand og politiker, der i tre omgange var taoiseach (Irlands regeringsleder): fra 1932 til 1948, 1951 til 1954 og 1957 til 1959. Han var også Irlands 3. præsident fra 1959 til 1973.
I 1916 deltog han i Påskeopstanden i Dublin.
I 1926 grundlagde han det politiske parti Fianna Fáil.